# Parc de Malagnou
Le parc de Malagnou est un parc public de 37 500 m2, situé à Genève, en Suisse.

## Localisation
Le parc se situe dans le quartier de Malagnou (d'où son nom), du secteur des Eaux-Vives et est délimité par les rues de Villereuse et de Malagnou ainsi que par le chemin des Roches.

## Histoire
Contrairement à une grande partie des parcs du canton de Genève, le parc de Malagnou n'est pas le jardin d'une ancienne maison de maître, mais, à l'inverse, créé par la réunion de quatre parcelles entre 1959 et 1968, comprenant trois villas du XIXe siècle. 
En 1988, le parc s'est agrandi par l'aménagement d'un jardin sur le toit du parking de Villereuse.

## Contenu du parc
Situées en bordure du parc, les trois villas du parc abritent respectivement le département municipal des affaires culturelles, le Musée de l'horlogerie et de l'émaillerie  et le Centre genevois de gravure contemporaine. Cependant, la plus grande partie de la parcelle du parc est occupée par le Muséum d'histoire naturelle de Genève.
Le parc en lui-même abrite plusieurs sculptures ainsi que deux places de jeux pour enfants.

## Galerie

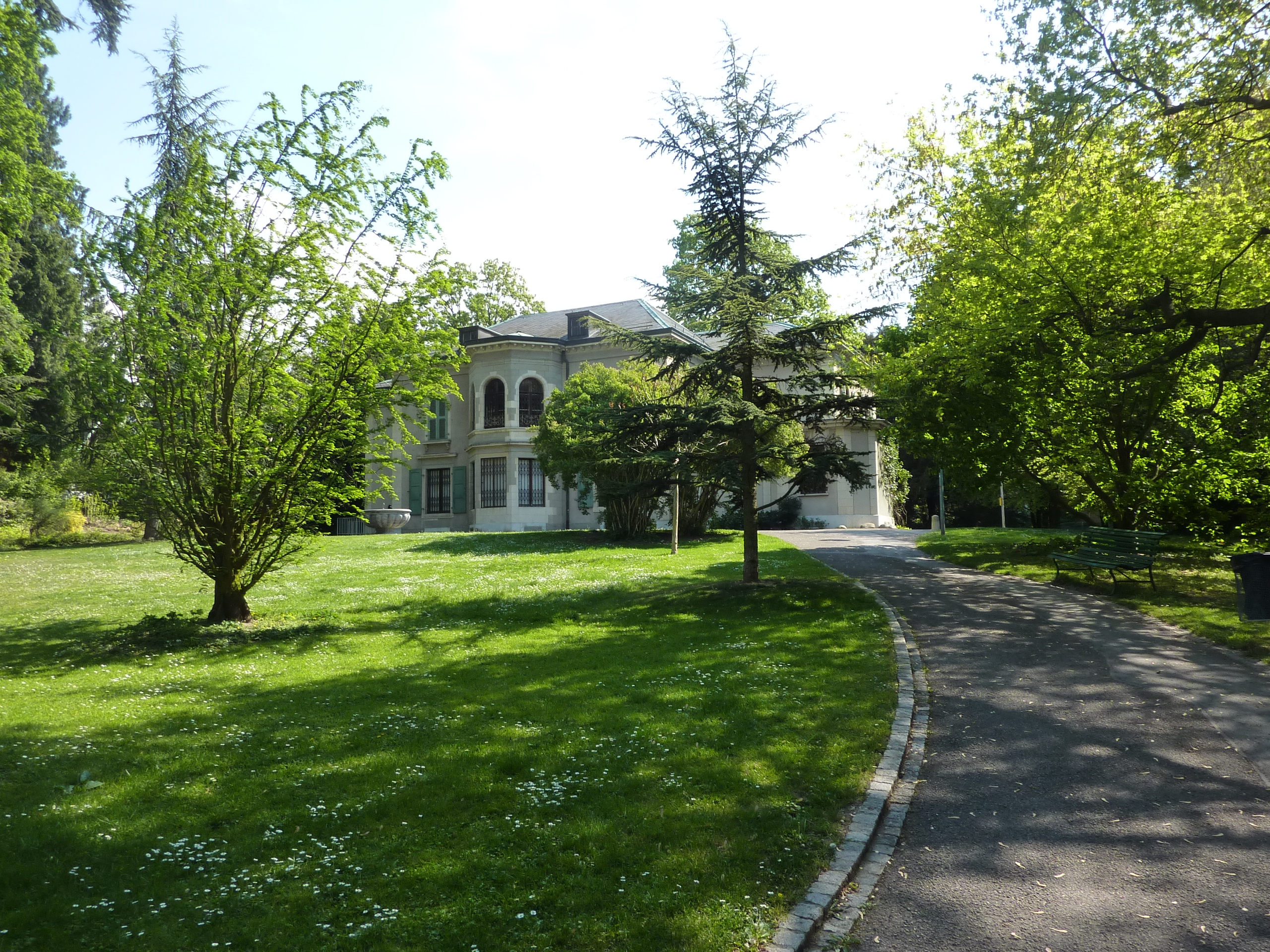
Musée de l'horlogerie
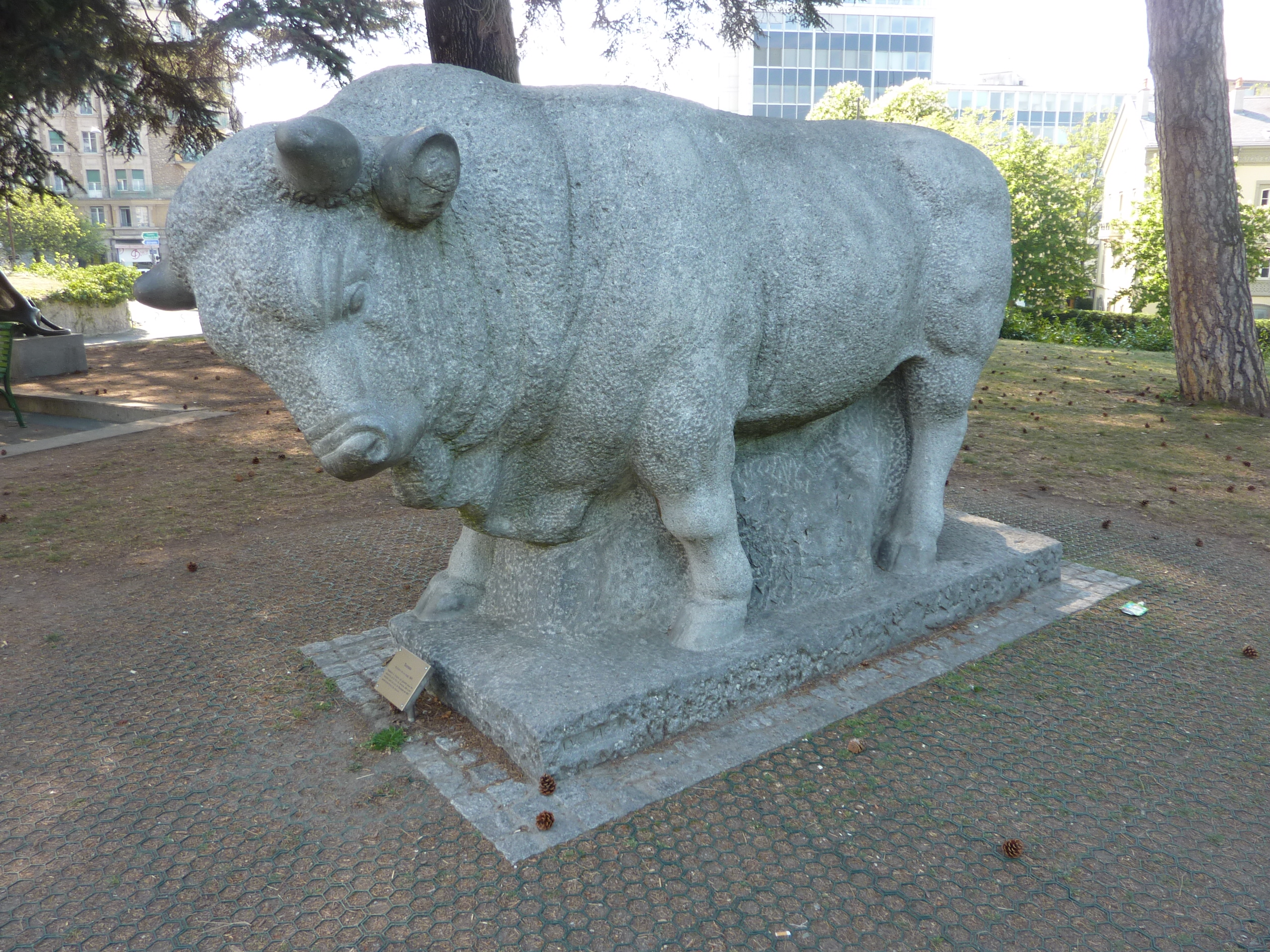
Sculpture de taureau de Luc Jaggi, 1947